# August Hermann Schmidt
August Hermann Schmidt (* 13. November 1858 in Colditz; † 11. Juni 1942 in Leipzig) war ein deutscher Architekt.

## Leben
Schmidt arbeitete mit Arthur Johlige (1857–1937) im gemeinsamen Architekturbüro Schmidt & Johlige in Leipzig, das zahlreiche bedeutende Bauten in der Stadt plante und ausführte. 
Offenbar legte Schmidt seine Einkünfte zum Teil in Immobilien an, so ist er z. B. auch als Eigentümer des Gebäudes Dittrichring 14 nachweisbar.
Sein Sohn Gottfried Hermann Schmidt (* 1892) war ebenfalls Architekt. Zu seinen Enkelkindern gehören der Bank-Manager Albrecht Schmidt (* 1938) und der Jurist Peter Schmidt (* 1943).

## Bauten und Entwürfe (Auswahl)
- 1887: Volckmar-Haus in Leipzig

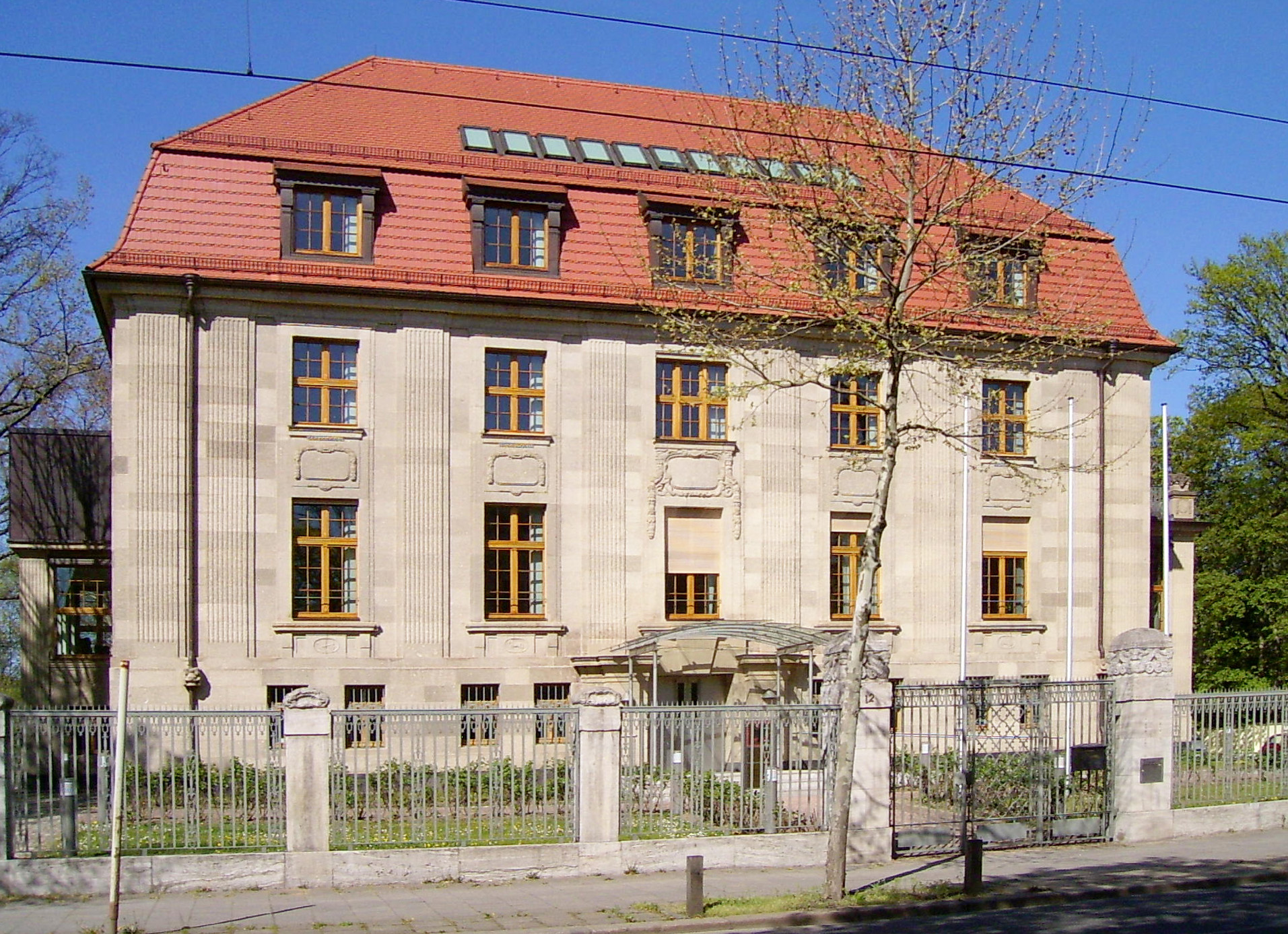
Villa Sack in Leipzig-Plagwitz, heute Sitz des 5. Strafsenats des Bundesgerichtshofs (2007)

- 1888: Zills Tunnel in Leipzig (gemeinsam mit Arthur Johlige)
- 1890: Felsenkeller in Leipzig-Plagwitz, Karl-Heine-Straße 32
- 1892: Turnhalle des Leipziger Turnvereins am Frankfurter Tor in Leipzig
- 1895–1896: Messehaus „Silberner Bär“ in Leipzig, Universitätsstraße 18–24 (kriegszerstört)
- 1898–1899: Gesellschaftshaus im Palmengarten in Leipzig
- 1899: Hauptkontor des Verlages F. A. Brockhaus in Leipzig
- 1901: Hotel „Sachsenhof“ in Leipzig, Johannisplatz 1/2 (kriegszerstört)
- 1901: Centraltheater in Leipzig, Bosestraße 1
- 1902–1904: Geschäftshaus für das Konfektionshaus Franz Ebert in Leipzig, Thomaskirchhof 22 (späteres Kaufhaus Topas, heute Standort der Commerzbank)
- 1904–1907: Geschäftshaus für den B. G. Teubner Verlag in Leipzig
- 1909: Villa Sack für die Fabrikanten-Familie Sack in Leipzig-Plagwitz, Karl-Heine-Straße 12 (heute Sitz des 5. Strafsenats des Bundesgerichtshofs)
- 1910–1913: Büro- und Geschäftshaus „Königsbau“ in Leipzig, Goethestraße 1 / Grimmaische Straße (am Augustusplatz)
- 1910–1913: Robert-Koch-Park (Leipzig)
- 1910: Gebäude der Buchhändlerlehranstalt in Leipzig (kriegszerstört)
- 1911: Umbau der Neuen Börse in Leipzig, Tröndlinring 2 (kriegszerstört)